# Дакота (округ, Небраска)
Шаблон:StateAbbr_ 42°23′ пн. ш. 96°34′ зх. д. / 42.39° пн. ш. 96.56° зх. д.
Округ Дакота (англ. Dakota County) — округ (графство) у штаті Небраска, США. Ідентифікатор округу 31043.

## Історія
Округ утворений 1855 року.

## Демографія
За даними перепису 2000 року загальне населення округу становило 20253 осіб, зокрема міського населення було 15828, а сільського — 4425.
Серед мешканців округу чоловіків було 10111, а жінок — 10142. В окрузі було 7095 домогосподарств, 5089 родин, які мешкали в 7528 будинках.
Середній розмір родини становив 3,3.
Віковий розподіл населення поданий у таблиці:
| Стать    | До 15 років | 15-21 | 22-29 | 30-39 | 40-49 | 50-65 | 65-85 | Понад 85 |
| -------- | ----------- | ----- | ----- | ----- | ----- | ----- | ----- | -------- |
| Чоловіки | 2618        | 1165  | 1200  | 1502  | 1457  | 1356  | 738   | 75       |
| Жінки    | 2563        | 1006  | 1179  | 1404  | 1433  | 1356  | 988   | 213      |

## Суміжні округи
- Юніон, Південна Дакота — північний схід
- Вудбері, Айова — схід
- Терстон — південь
- Діксон — захід

## Виноски
1. ↑  US Decennial Census. US Census Bureau. Архів оригіналу за 26 квітня 2015. Процитовано 6 грудня 2014.
2. ↑  Historical Census Browser. University of Virginia Library. Архів оригіналу за 11 серпня 2012. Процитовано 6 грудня 2014.
3. ↑  Population of Counties by Decennial Census: 1900 to 1990. US Census Bureau. Архів оригіналу за 27 квітня 2015. Процитовано 6 грудня 2014.
4. ↑  Census 2000 PHC-T-4. Ranking Tables for Counties: 1990 and 2000 (PDF). US Census Bureau. Архів оригіналу (PDF) за 18 грудня 2014. Процитовано 6 грудня 2014.
5. ↑  State & County QuickFacts. US Census Bureau. Архів оригіналу за 7 червня 2011. Процитовано 24 жовтня 2014.(англ.) Наведено за англійською вікіпедією.
6. ↑  American FactFinder. Бюро перепису населення США. Архів оригіналу за 21 травня 2008. Процитовано 31 січня 2008.

| США | Це незавершена стаття з географії США. Ви можете допомогти проєкту, виправивши або дописавши її. |